# Sida calliantha
Sida calliantha är en malvaväxtart som beskrevs av M. Thulin. Sida calliantha ingår i släktet sammetsmalvor, och familjen malvaväxter. Inga underarter finns listade i Catalogue of Life.